# Großes Weghaus
Das Große Weghaus in Stöckheim ist ein ehemaliges Zollhaus von 1691, das heute auch als Gaststätte genutzt wird. Es steht in der Mittelachse der Leipziger Straße, die um das Gebäude herumgeführt wurde.

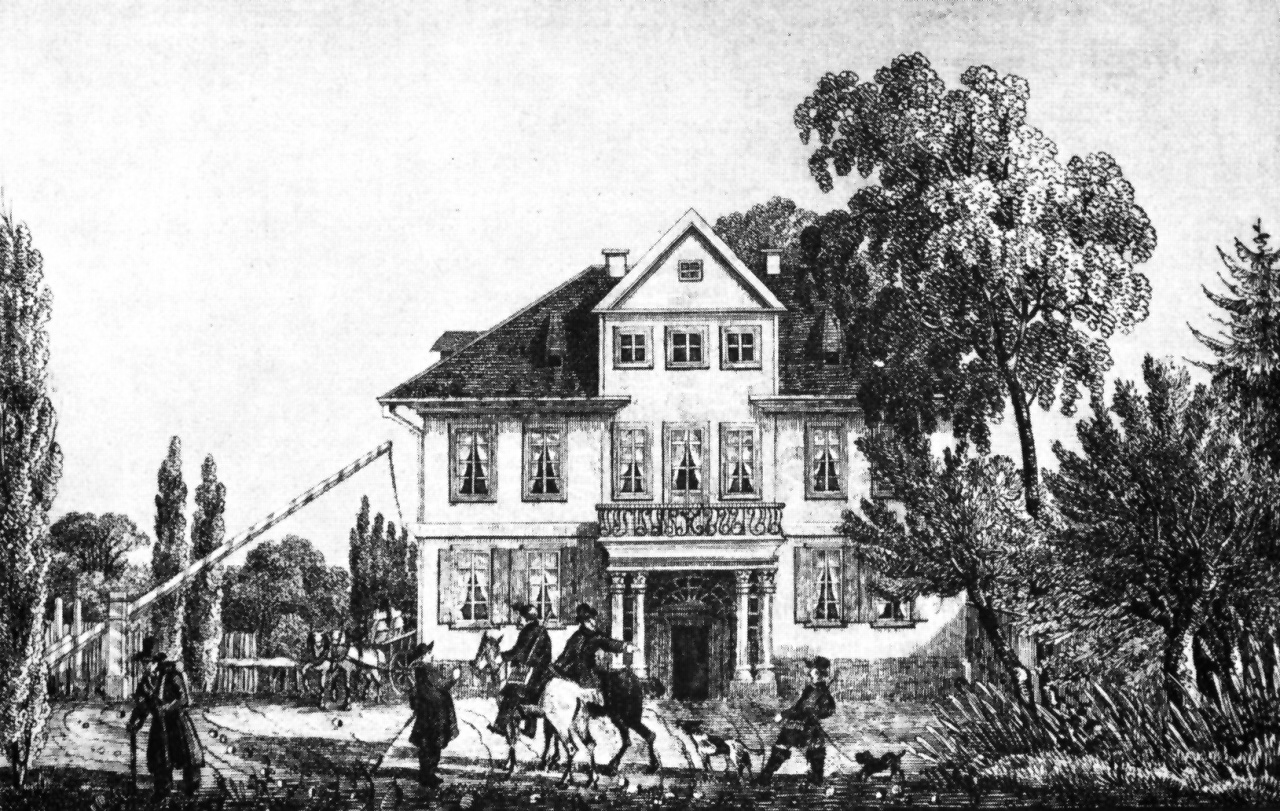
Großes Weghaus um 1840

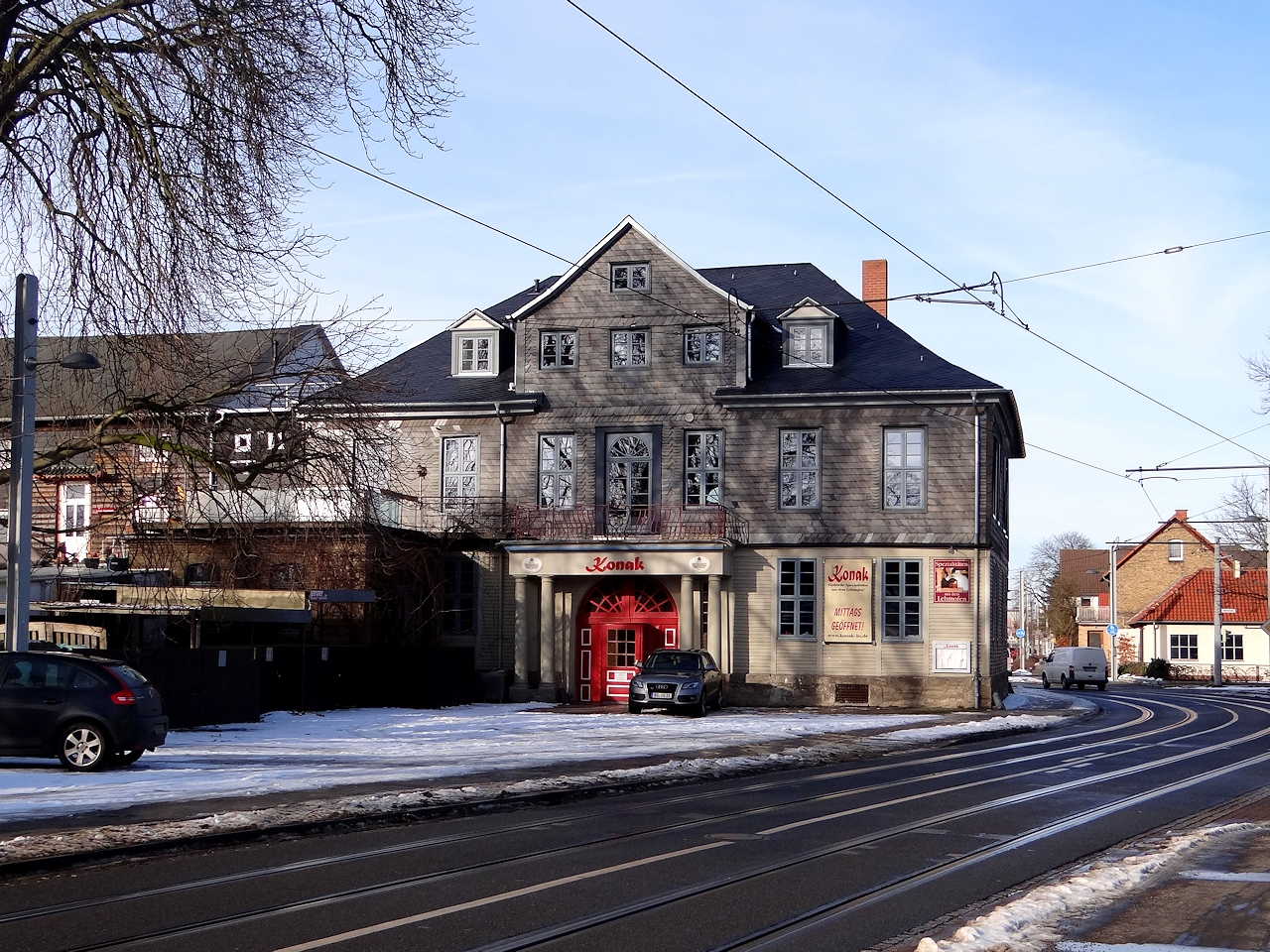
Großes Weghaus Südansicht nach der Renovierung (2014)

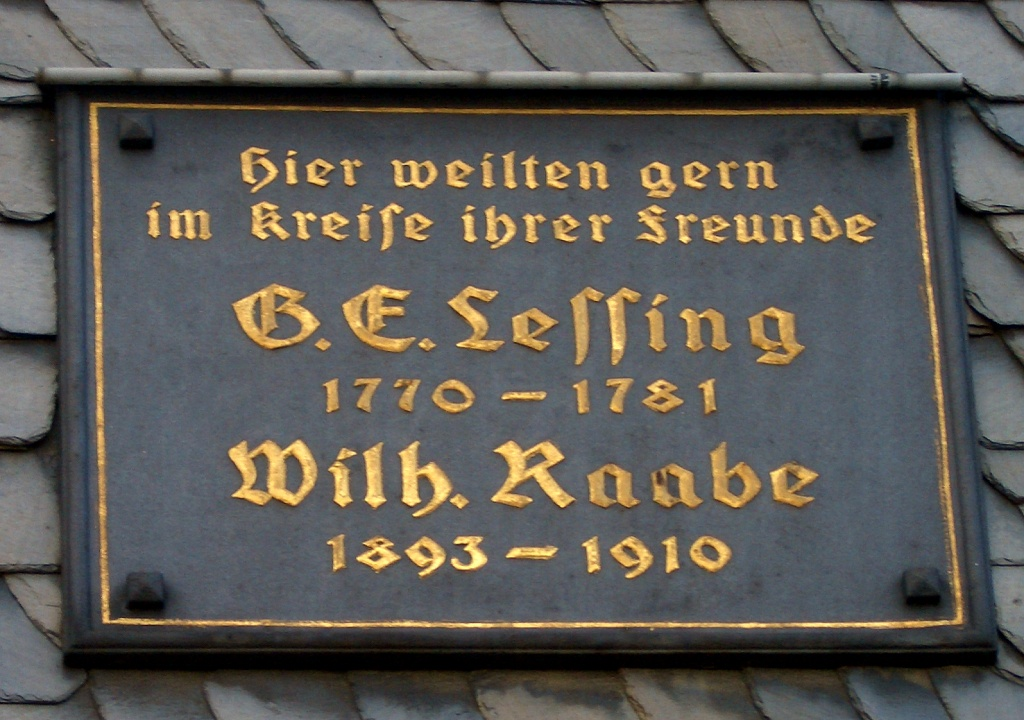
Gedenktafel für Lessing und Raabe

## Geschichte
Das Gebäude ist Ende des 17. Jahrhunderts als Zoll- und Gasthaus errichtet worden. Vorausgegangen war die Eroberung der Stadt Braunschweig durch Herzog Rudolf August von Braunschweig-Wolfenbüttel im Jahre 1671. Er verlegte anschließend seine Residenz von Wolfenbüttel nach Braunschweig zum Grauen Hof, dem Standort des späteren Braunschweiger Schlosses. In diesem Zusammenhang wurde um 1680 ein so genannter Herrschaftlicher Weg parallel zur alten Handelsstraße (Alter Weg) angelegt, der von Wolfenbüttel kommend bei Stöckheim in die damals bestehende Leipziger Heerstraße mündete und auch als Barockstraße überliefert ist.
Für 1691 ist überliefert, dass der Kammersekretär Johann Urban Müller in einem Freiheits- und Erbenzinsbrief der Herzöge Rudolf August und Anton Ulrich das Recht erhielt, dort einen Gasthof zu errichten. Das Besondere an dem Gebäude ist, dass es sich um eine Art Drive-in handelte: Die herzogliche Familie konnte mitsamt der Kutsche in den Gastraum einfahren. Zum Schutz der Türen vor den stählernen Radreifen wurden alte Kanonenrohre als Poller eingegraben.
Angrenzend an das Gebäude war ein Barockgarten angelegt worden, von dem heute lediglich Reste und die Bezeichnung Weghausgarten vorhanden sind.
1724 erwarben die Braunschweiger Herzöge das Gebäude und verpachten es an verschiedene Gastwirte. Ab 1753 wurde für die Benutzung des Herrschaftlichen Weges ein Wegezoll erhoben. Zu dieser Zeit führte der Weg bereits um das Gebäude herum und war durch einen Schlagbaum abgesperrt. 
Zu Beginn des 19. Jahrhunderts führten zunächst einen neu eingerichtete Postkutschenlinie und später die Eisenbahn zu einem Rückgang der Zolleinnahmen. 1868 wurde der Wegezoll vollständig aufgehoben, jeder konnte seitdem frei den komfortablen Weg zwischen Stöckheim und Wolfenbüttel nutzen. Das Gasthaus wurde an private Betreiber veräußert und ist bis heute in Privatbesitz. 
Das Haus war und ist über Jahrzehnte ein beliebtes Ausflugslokal und diente zeitweise als Poststelle und als Schulhaus. Auf der Trasse des Herrschaftlichen Weges verläuft heute die Verbindungsstraße nach Wolfenbüttel (Leipziger Straße), die südlich des Braunschweiger Stadtgebietes als Neuer Weg einen Abschnitt der Bundesstraße 79 bildet. Von 1897 bis 1954 führte die Linie A der Braunschweiger Straßenbahn am Großen Weghaus vorbei nach Wolfenbüttel.

## Historische Bedeutung
Auf Grund seiner Lage zwischen Braunschweig und Wolfenbüttel und seiner reizvollen Umgebung nahe der Oker ist das Große Weghaus über Jahrhunderte ein Treffpunkt für Ausflügler, darunter auch berühmte Personen, gewesen.
Gotthold Ephraim Lessing traf sich hier regelmäßig mit Gelehrten des Collegium Carolinum, dem Vorläufer der heutigen Technischen Universität Braunschweig. Dazu gehörte u. a. Johann Joachim Eschenburg.
Die  Braunschweiger Kleiderseller mit Wilhelm Raabe waren etwa hundert Jahre später die nächsten bekannten Gäste, die gerne auch zu Fuß aus der Stadt zu diesem Hause kamen. Zwischen 1850 und 1860 beschrieb Wilhelm Raabe das Weghaus im Wunnigel, es trägt dort den Namen Riedhorn.

## Heutige Bedeutung
Das Erdgeschoss wurde bis Februar 2025 als Gaststätte genutzt, in der noch Wandbemalungen mit dem Motiv des Schwedendamms vorhanden sind. Das Haus ist 2013 umfassend renoviert worden. Die Fenster entsprechen dem ursprünglichen Stil, das Dach hebt sich deutlich von den Nachbargebäuden ab. Die ursprünglich kleinen Gauben sind zur Verbesserung der Wohnverhältnisse durch größere ersetzt worden. In Verbindung zum westlichen Nachbarhaus ist ein Treppenaufgang errichtet worden.
In der Hauptstraße verläuft seit 2006 wieder eine Straßenbahnlinie.

## Kleines Weghaus
Ein „kleines Weghaus“ in der Feldmark Richtung Mascherode ist zwar überliefert, aber nicht mehr existent. Es lag gemäß den Angaben in der Braunschweigischen General-Landesvermessung, die von 1748 bis 1784 erfolgte, an dem Herrschaftlichen Weg von Braunschweig nach Salzdahlum an der Grenze zwischen Melverode und Mascherode am Grenzgraben der ehemaligen Landwehr. Dieser Weg verlief von Braunschweig etwa auf der heutigen Salzdahlumer Straße zum Heidberg und von dort ziemlich genau entlang der heutigen Westseite des Heidbergsees auf der Trasse der jetzigen Hochspannungsleitung. Der Standort des Kleinen Weghauses war an der Südwestecke des Sees am Graben (52° 13′ 20,1″ N, 10° 32′ 40,4″ O) und markierte den Verlauf der Landwehr Richtung Westen.